# Hverfjall
Hverfjall lub Hverfell – wygasły (ostatnia erupcja ok. 2500 lat temu) wulkan (420 m n.p.m.) położony w północnej Islandii na wschód od jeziora Mývatn.